# Filmjahr 1906
Liste der Filmjahre

◄◄ | ◄ | 1902 | 1903 | 1904 | 1905 | Filmjahr 1906 | 1907 | 1908 | 1909 | 1910 | ► | ►►

Weitere Ereignisse

## Ereignisse

### Produktion und Uraufführungen
- Im Januar dreht Henny Porten im Alter von 16 Jahren ihren ersten Film. In Meissner Porzellan steht sie unter Regie ihres Vaters Franz Porten gemeinsam mit ihrer Schwester Rosa vor der Kamera. Produzent des Films ist Oskar Messter.
- 26. Dezember: Mit Die Geschichte der Kelly-Bande von Charles Tait wird in Australien der erste Langspielfilm der Filmgeschichte veröffentlicht. Im Jahr 2007 wird er in die Liste des Weltdokumentenerbes der UNESCO aufgenommen.

### Unternehmensgründungen

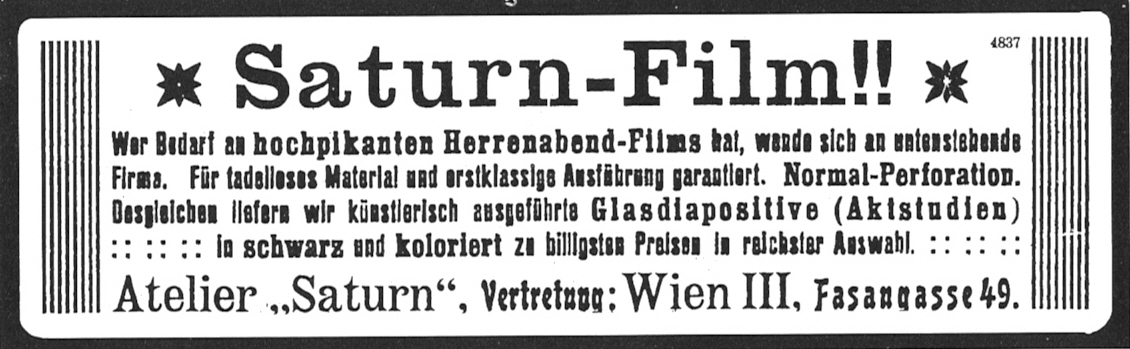
Anzeige der Saturn Film

- In Österreich wird die erste Filmproduktionsgesellschaft gegründet, die Saturn-Film, die bis 1911 Erotikaufnahmen herstellt und weltweit vertreibt.
- 6. November: Die Nordisk Film Compagni, später eine führende europäische Filmgesellschaft, wird von Ole Olsen in Dänemark gegründet.
- 22. Dezember: Alexander Alexejewitsch Chanschonkow reicht den Gründungsantrag für die Firma Chanschonkow & Co. beim Moskauer Gewerbeamt ein. Ihre Bestimmung ist Herstellung und Handel mit Filmstreifen, Laternae magicae, Nebelbildern und verschiedenen Geräten zu deren Herstellung.

## Geburtstage

### Januar bis März
- 14. Januar: William Bendix, US-amerikanischer Schauspieler († 1964)

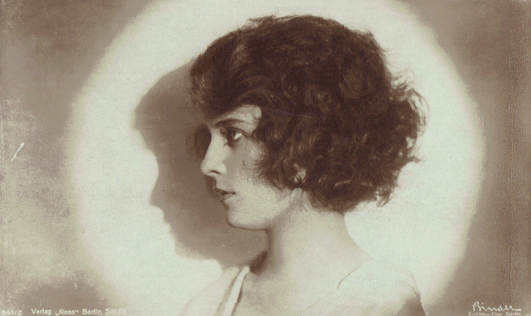
Lilian Harvey (um 1925)

- 19. Januar: Lilian Harvey, britisch-deutsche Schauspielerin († 1968)
- 28. Januar: Frank Launder, britischer Drehbuchautor, Regisseur und Produzent († 1997)
- 30. Januar: Greta Nissen, norwegische Stummfilmschauspielerin († 1988)
- 31. Januar: Benjamin Frankel, britischer Komponist († 1973)

- 01. Februar: Helen Chandler, US-amerikanische Schauspielerin († 1965)
- 05. Februar: John Carradine, US-amerikanischer Schauspieler († 1988)
- 08. Februar: Lucie Englisch, österreichische Schauspielerin († 1965)
- 10. Februar: Lon Chaney jun., US-amerikanischer Schauspieler († 1973)
- 10. Februar: Erik Rhodes, US-amerikanischer Schauspieler († 1990)
- 19. Februar: Richard Groschopp, deutscher Regisseur († 1996)
- 26. Februar: Madeleine Carroll, britische Schauspielerin († 1987)

- 01. März: Camilla Spira, deutsche Schauspielerin († 1997)
- 06. März: Lou Costello, US-amerikanischer Schauspieler und Komiker († 1959)
- 11. März: Beppo Brem, deutscher Schauspieler († 1990)
- 13. März: Bum Krüger, deutscher Schauspieler († 1971)
- 28. März: Robert Allen, US-amerikanischer Schauspieler († 1998)

### April bis Juni
- 22. April: Eddie Albert, US-amerikanischer Schauspieler († 2005)
- 26. April: Renate Müller, deutsche Schauspielerin († 1937)

- 01. Mai: Josephine Dunn, US-amerikanische Schauspielerin († 1983)

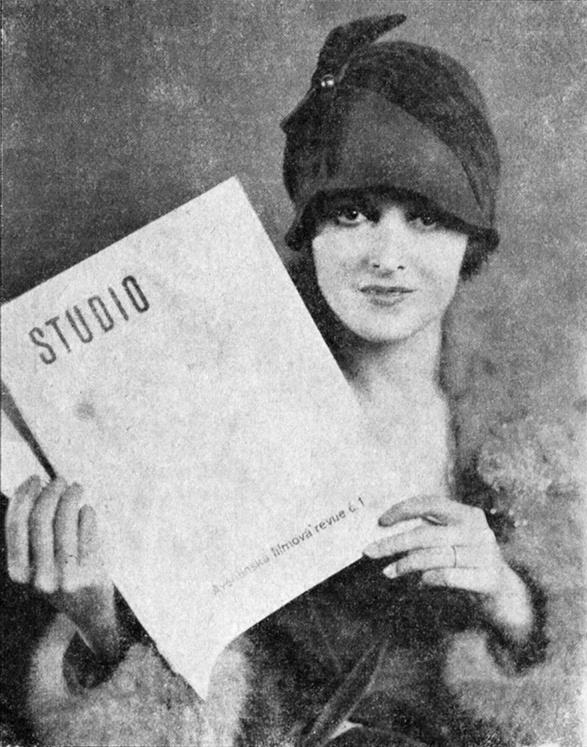
Mary Astor, 1928

- 03. Mai: Mary Astor, US-amerikanische Schauspielerin († 1987)
- 03. Mai: Peter Lühr, deutscher Schauspieler († 1988)
- 07. Mai: Irving Reis, US-amerikanischer Regisseur († 1953)
- 08. Mai: Roberto Rossellini, italienischer Regisseur († 1977)
- 10. Mai: Hobbes Dino Cecchini, italienischer Drehbuchautor und Regisseur († 1986)
- 10. Mai: Charles-Georges Duvanel, schweizerischer Kameramann, Regisseur und Produzent († 1975)
- 17. Mai: Horace McMahon, US-amerikanischer Schauspieler († 1971)
- 28. Mai: Wolf Albach-Retty, österreichischer Schauspieler († 1967)

- 04. Juni: Alice Treff, deutsche Schauspielerin († 2003)
- 17. Juni: Evalyn Knapp, US-amerikanische Schauspielerin († 1981)
- 20. Juni: Edmond T. Gréville, französischer Filmregisseur und Drehbuchautor († 1966)

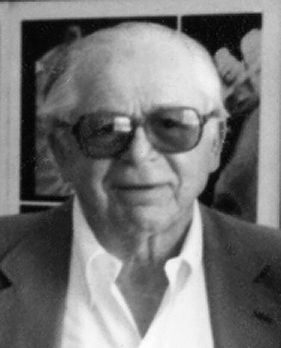
Billy Wilder 1989 in Berlin

- 22. Juni: Billy Wilder, österreichisch-US-amerikanischer Regisseur und Drehbuchautor († 2002)
- 23. Juni: Albert Lieven, deutscher Schauspieler († 1971)
- 24. Juni: Siegfried Breuer, österreichischer Theater- und Filmschauspieler († 1954)
- 26. Juni: Alberto Rabagliati, italienischer Sänger und Schauspieler († 1974)
- 30. Juni: Anthony Mann, US-amerikanischer Regisseur († 1967)

### Juli bis September

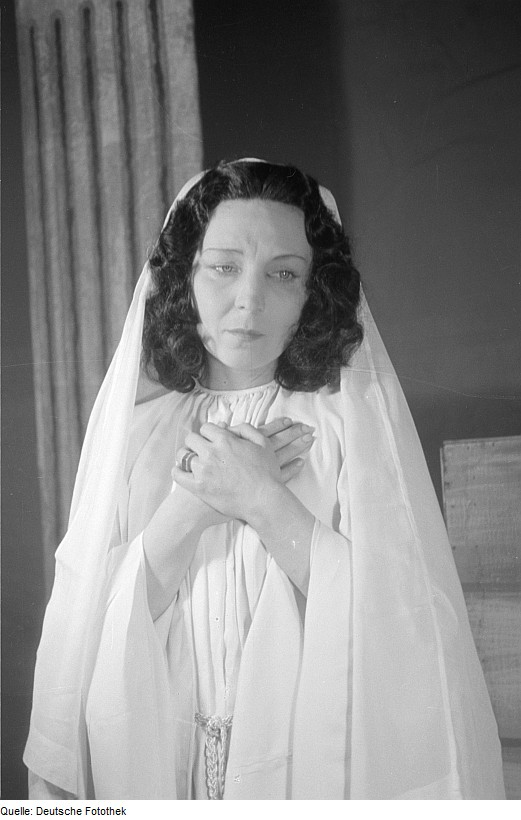
Hilde Körber (* 3. Juli)

- 03. Juli: Hilde Körber, österreichische Schauspielerin († 1969)

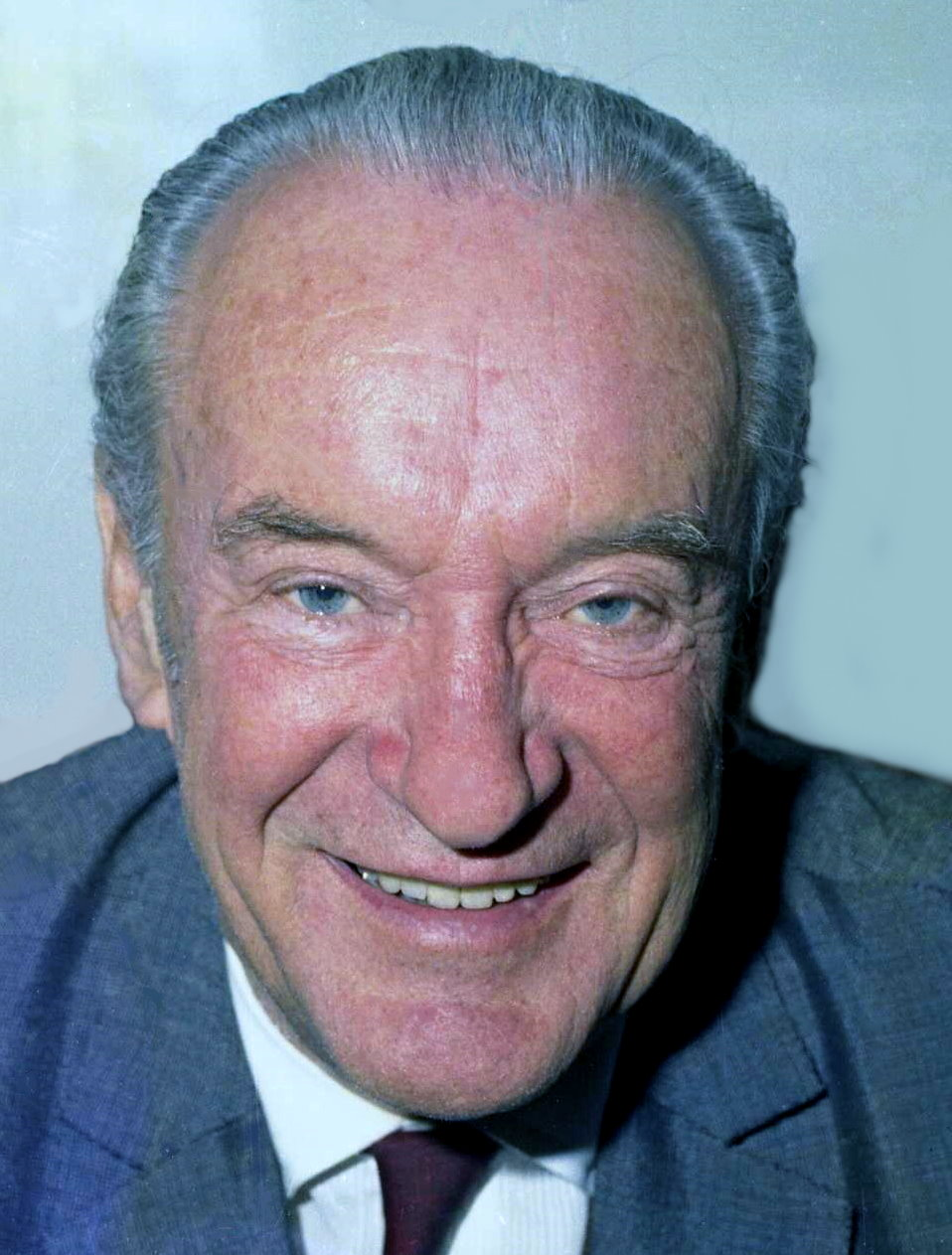
George Sanders (* 3. Juli)

- 03. Juli: George Sanders, englischer Schauspieler († 1972)
- 12. Juli: Pietro Tordi, italienischer Schauspieler († 1990)
- 16. Juli: Vincent Sherman, US-amerikanischer Regisseur († 2006)
- 20. Juli: Anton Färber, deutscher Schauspieler († 1991)
- 29. Juli: Thelma Todd, US-amerikanische Schauspielerin († 1935)

- 03. August: John H. Auer, ungarisch-amerikanischer Regisseur († 1975)
- 04. August: Eugen Schuhmacher, deutscher Dokumentarfilmer († 1973)
- 05. August: John Huston, US-amerikanischer Regisseur und Schauspieler († 1987)
- 05. August: Joan Hickson, englische Schauspielerin († 1998)
- 09. August: Dorothy Jordan, US-amerikanische Schauspielerin († 1988)
- 09. August: Robert Surtees, US-amerikanischer Kameramann († 1985)
- 09. August: Walter Tjaden, deutscher Tontechniker und Produktionsleiter († 1985)
- 10. August: José Jaspe, spanischer Schauspieler († 1974)
- 15. August: Loyal Griggs, US-amerikanischer Kameramann († 1978)
- 18. August: Marcel Carné, französischer Regisseur und Drehbuchautor († 1996)
- 18. August: Ladislao Vajda, ungarischer Regisseur († 1965)
- 29. August: Joe Sawyer, kanadischer Schauspieler († 1982)
- 30. August: Joan Blondell, US-amerikanische Schauspielerin († 1979)

- 09. September: Pietro Francisci, italienischer Regisseur († 1977)
- 15. September: Jacques Becker, französischer Regisseur († 1960)
- 19. September: Werner Scharf, deutscher Schauspieler († 1945)
- 20. September: Giuseppe Fatigati, italienischer Produzent, Filmeditor und Regisseur († 1975)
- 20. September: Russell Metty, US-amerikanischer Kameramann († 1978)
- 24. September: Michael Jary, deutscher Komponist († 1988)
- 26. September: Charles Wolcott, US-amerikanischer Komponist und Dirigent († 1987)

### Oktober bis Dezember

Evelyn Holt (* 3. Oktober)

- 03. Oktober: Evelyn Holt, deutsche Schauspielerin († 2001)
- 06. Oktober: Janet Gaynor, US-amerikanische Schauspielerin († 1984)
- 09. Oktober: Wolfgang Staudte, deutscher Regisseur († 1984)
- 13. Oktober: Fritz Benscher, deutscher Schauspieler und Regisseur († 1970)
- 13. Oktober: Edward Carrere, US-amerikanischer Szenenbildner († 1984)
- 30. Oktober: Paul J. Smith, US-amerikanischer Komponist († 1985)

- 02. November: Luchino Visconti, italienischer Regisseur († 1976)
- 03. November: Prithviraj Kapoor, indischer Schauspieler († 1972)
- 05. November: Rolf von Goth, deutscher Schauspieler und Hörspielregisseur († 1981)
- 10. November: Helmuth Kionka, deutscher Schauspieler († 1936)
- 13. November: Hermione Baddeley, britische Schauspielerin († 1986)
- 13. November: Osamu Takizawa, japanischer Schauspieler († 2000)

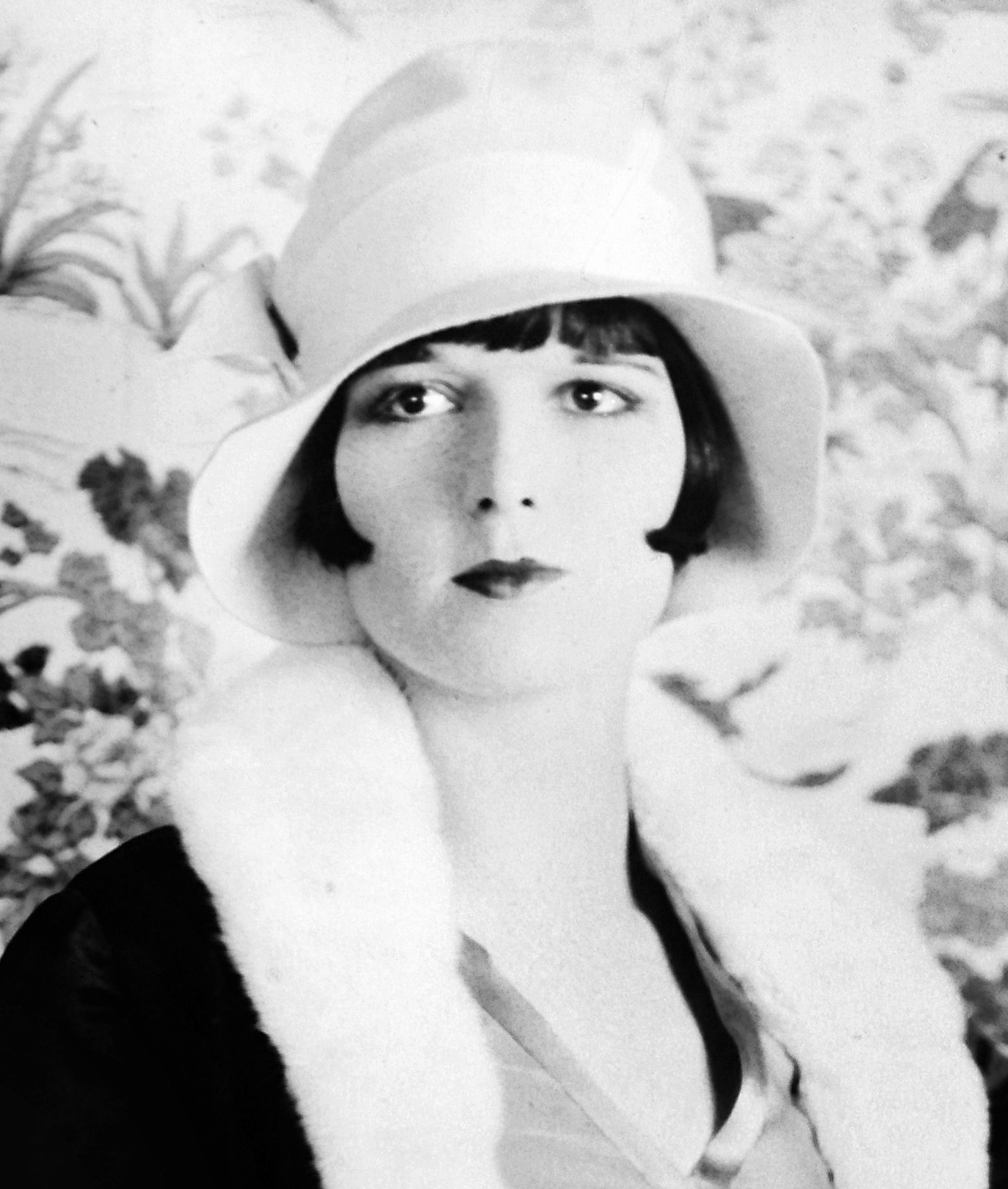
Louise Brooks (* 14. November)

- 14. November: Louise Brooks, US-amerikanische Schauspielerin († 1985)
- 23. November: Oscar Heiler, deutscher Schauspieler († 1995)

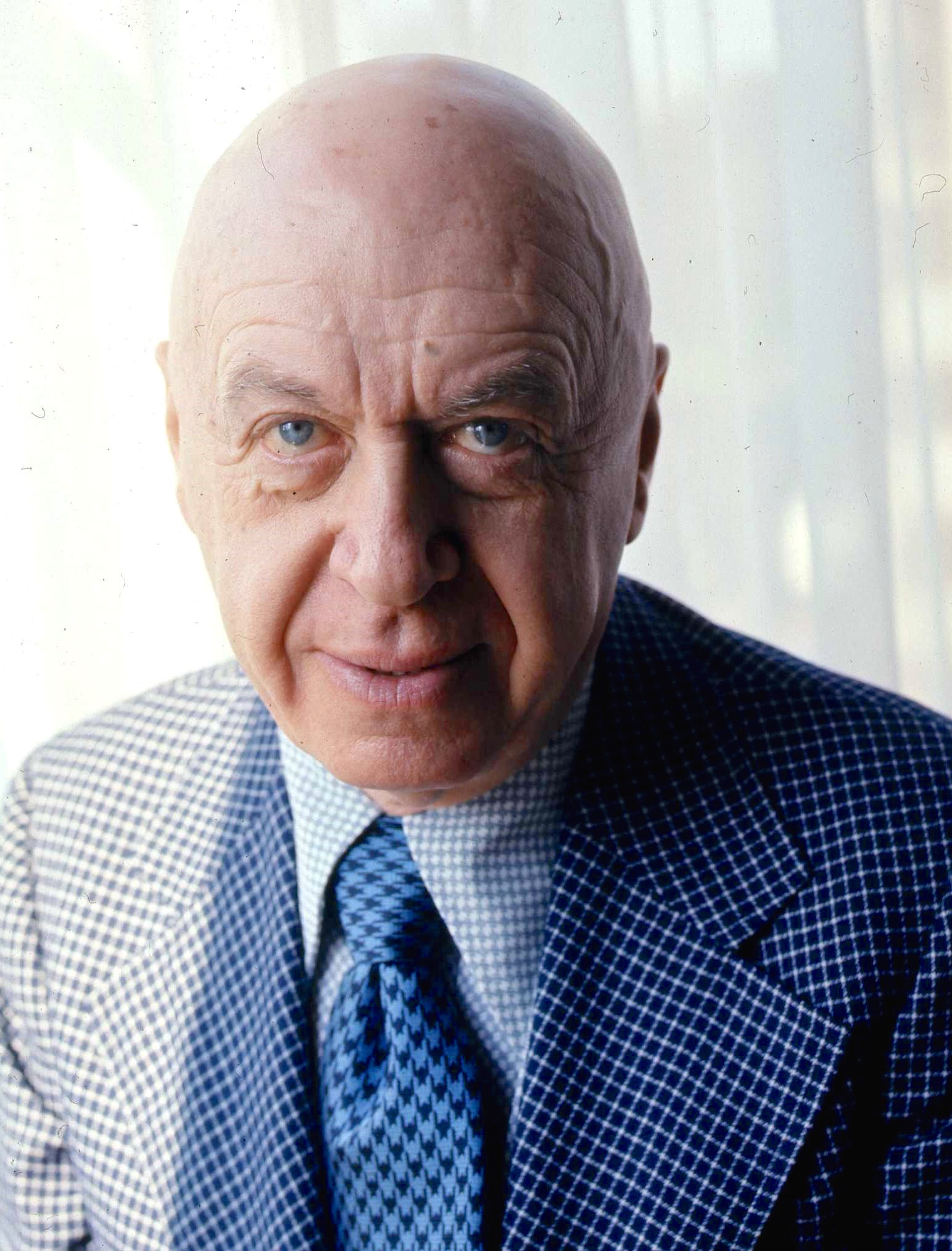
Otto Preminger (* 5. Dezember)

- 05. Dezember: Otto Preminger, österreichisch-US-amerikanischer Regisseur und Produzent († 1986)
- 12. Dezember: Liselott Baumgarten, deutsche Schauspielerin († 1981)
- 15. Dezember: Joseph MacDonald, US-amerikanischer Kameramann († 1968)
- 24. Dezember: Franz Waxman, deutsch-amerikanischer Komponist († 1967)
- 25. Dezember: Lew Grade, britischer Produzent († 1998)
- 26. Dezember: Imperio Argentina, spanische Schauspielerin († 2003)
- 27. Dezember: Erwin Geschonneck, deutscher Schauspieler († 2008)
- 27. Dezember: Oscar Levant, US-amerikanischer Komponist und Schauspieler († 1972)
- 30. Dezember: Carol Reed, britischer Regisseur († 1976)